# Juan José Jusid
Juan José Jusid (Buenos Aires; 28 de septiembre de 1941) es un director de cine y guionista argentino.

## Vida personal
Estuvo casado con la actriz Luisina Brando, madre de su hijo, Federico Jusid.

## Carrera
Empezó su carrera profesional como actor, manejador de marionetas y fotógrafo en la década del 1960 en la Asociación de Directores de Cortos. Se convirtió en director y guionista en 1968, siendo aclamado por varios filmes como Los gauchos judíos (1975), Asesinato en el Senado de la Nación (1984), Made in Argentina (1987),  ¿Dónde estás amor de mi vida que no te puedo encontrar? (1992), Bajo bandera (1997) y Un argentino en New York (1998). Sus filmes protagonizados por Miguel Ángel Solá obtuvieron el segundo premio de los Premios de Crítica de Cine de Argentina, por Asesinato en el Senado de la Nación (1984) y la ya mencionada Bajo bandera. Posteriormente dirigió varios éxitos como Esa maldita costilla (1999), una película de humor protagonizada, entre otras, por Susana Giménez; y Papá es un Ídolo (2000), protagonizada por el comediante Guillermo Francella y Sebastián Francini. Su segundo film La fidelidad (1970) en un principio fue un fracaso pero con el paso del tiempo fue recuperado por los críticos y el público, convirtiéndose en una película de culto.

## Filmografía

### Director
- Tute Cabrero (1968)
- La fidelidad (1970)
- Los gauchos judíos (1975)
- No toquen a la nena (1976)
- Espérame mucho (1983)
- Asesinato en el Senado de la Nación (1984)
- Made in Argentina (1987)
- ¿Dónde estás amor de mi vida que no te puedo encontrar? (1992)
- Muerte dudosa (1994)
- Bajo bandera (1997)
- Un argentino en New York (1998)
- Esa maldita costilla (1999)
- Papá es un ídolo (2000)
- Apasionados (2002)
- Ensayo (2003)
- Santa Calls (Miniserie de TV, 2005)
- Intolerancia (Cortometraje, 2010)
- Mis días con Gloria (2010)
- Historias de diván (Miniserie de TV, 2013)
- Viaje inesperado (2018)
- Mayores palabras (2020)

### Intérprete
- ...(Puntos suspensivos) (1970)